# Список міжнародних спортивних організацій
Нижче наведено список міжнародних спортивних організацій.

## Організації, визнані Міжнародним олімпійським комітетом

### Літні
- Академічне веслування: Міжнародна федерація веслування (FISA)
- Бадмінтон: Всесвітня асоціація бадмінтону (BWF)
- Баскетбол: Міжнародна федерація баскетболу (FIBA)
- Бокс (аматорський): Міжнародна асоціація боксу (AIBA)
- Бейсбол / софтбол: Всесвітня конфедерація бейсболу і софтболу (WBSC)
- Боротьба: Міжнародна федерація об'єднаних стилів боротьби (FILA)
- Важка атлетика: Міжнародна федерація важкої атлетики (IWF)
- Водні види спорту (плавання, стрибки у воду, синхронне плавання,  водне поло та плавання на відкритій воді): Міжнародна федерація плавання (FINA)
- Велоспорт: Міжнародний союз велосипедистів (UCI / ICU)
- Вітрильний спорт: Міжнародна федерація вітрильного спорту (ISAF)
- Волейбол і пляжний волейбол: Міжнародна федерація волейболу (FIVB)
- Гандбол: Міжнародна федерація гандболу (IHF)
- Гімнастика, (включаючи художню гімнастику, спортивну акробатику, спортивну аеробіку, стрибки на батуті та акробатику): Міжнародна федерація гімнастики (FIG / IFG)
- Гольф: Міжнародна федерація гольфу (IGF)
- Дзюдо: Міжнародна федерація дзюдо (IJF)
- Каное: Міжнародна федерація каное (ICF)
- Кінний спорт: Міжнародна федерація кінного спорту (FEI)
- Легка атлетика (включаючи бігові види, біг по шосе, легкоатлетичний крос і спортивну ходьбу): Міжнародна асоціація легкоатлетичних федерацій (IAAF)
- Настільний теніс: Міжнародна федерація настільного тенісу (ITTF)
- Регбі-15: Міжнародна рада регбі (IRB)
- Стрільба: Міжнародна федерація спортивної стрільби (ISSF)
- Стрільба з лука: Світова федерація стрільби з лука (WA)
- Сучасне п'ятиборство: Міжнародний союз сучасного п'ятиборства (UIPM)
- Теніс: Міжнародна федерація тенісу (ITF)
- Триатлон: Міжнародний союз триатлону (ITU)
- Тхеквондо: Всесвітня федерація тхеквондо (WTF)
- Фехтування: Міжнародна федерація фехтування (FIE)
- Футбол: Міжнародна федерація футболу (FIFA)
- Хокей на траві: Міжнародна федерація хокею на траві (FIH)

### Зимові
- Біатлон: Міжнародний союз біатлоністів (IBU)
- Бобслей і скелетон: Міжнародна федерація бобслею та скелетону (FIBT)
- Катання на льоду (включаючи фігурне катання, ковзанярський спорт і шорт-трек): Міжнародний союз ковзанярів (ISU)
- Керлінг: Всесвітня федерація керлінгу (WCF)
- Лижний спорт (включаючи гірськолижний спорт, лижне двоборство, лижні перегони, фристайл, стрибки з трампліна та сноубординг): Міжнародна федерація лижного спорту (FIS)
- Санний спорт: Міжнародна федерація санного спорту (FIL)
- Хокей із шайбою: Міжнародна федерація хокею із шайбою (IIHF)